# Il mio West
Pour plus de détails, voir Fiche technique et Distribution.
Il mio West est un western italien réalisé par Giovanni Veronesi et sorti en 1998.
Il est librement inspiré du roman Jodo Cartamigli de Vincenzo Pardini (it), paru en 1989.

## Synopsis
Vers la fin du XIXe siècle, dans l'Ouest américain, « Doc » Lowen est le médecin du petit village de Basin Field. Il vit avec sa femme, Perla, une Indienne, et leur fils métis, Jeremiah, qui est le narrateur du film. Leur vie tranquille est bouleversée par le retour du père de Lowen, Johnny, un vieux pistolero qui a décidé de finir ses jours chez eux. Il est suivi de près par Jack Sikora, un autre pistolero qui ne rêve que d'abattre Johnny.

## Fiche technique
Sauf indication contraire, les informations mentionnées dans cette section peuvent être confirmées par la base de données cinématographiques IMDb,  présente dans la section « Liens externes ».
- Titre original : Il mio West
- Réalisation : Giovanni Veronesi
- Scénario : Giovanni Veronesi, d'après le roman Jodo Cartamigli de Vincenzo Pardini (it)
- Photographie : José Luis Alcaine
- Montage : Cecilia Zanuso
- Musique : Pino Donaggio
- Pays de production :  Italie
- Langue originale : italien
- Format : Couleur - 2,35:1 - Son Dolby Digital - 35 mm
- Durée : 95 minutes
- Genre : western
- Date de sortie :
  - Italie : 19 décembre 1998

## Distribution
- Leonardo Pieraccioni : Doc Lowen
- Harvey Keitel : Johnny Lowen
- David Bowie : Jack Sikora
- Alessia Marcuzzi : Mary
- Sandrine Holt : Perla
- Yudii Mercredi : Jeremiah

## Production
Il a été tourné dans la région de la Garfagnana, à Campocatino, Vagli Sotto, dans les Alpes Apuanes et la partie avec les Indiens dans la Vallée d'Aoste du lac du Verney au col du Petit-Saint-Bernard.

## Accueil
Les recettes du film dans les salles italiennes se montent à 17 milliards de lires, ce qui en fait un des succès de l'année.